# In terra sarda
In terra sarda  è un film muto italiano del 1920 diretto da Luigi Romano Borgnetto.